# کله سر (همدان)
کله سر (همدان)، روستایی آذری زبان از توابع شهرستان فامنین در استان همدان ایران است.

## جمعیت
این روستا در دهستان مفتح قرار دارد و براساس سرشماری مرکز آمار ایران در سال ۱۳۹۵، جمعیت آن ۳۰۱ نفر (۹۹خانوار) بوده‌است. 

## چهره‌های سرشناس
از چهره‌های سرشناس این روستا می‌توان از محمد مفتح، از روحانیان سرشناس نام برد که توسط گروه فرقان در سال ۱۳۵۸ ترور شد.